# 橙色虎鮋
橙色虎鮋（学名：Minous coccineus），又名獨指虎鮋、鬼虎魚、貓魚、魚虎、虎魚、石狗公，为毒鮋科虎鮋屬下的一个种。為熱帶海水魚，分布於印度西太平洋區，從南非、紅海、阿拉伯海至暹羅灣海域，棲息深度20-80公尺，體長可達10.5公分，棲息在底層水域，生活習性不明，具有毒性。